# 委內瑞拉血色乳突鯰
委內瑞拉血色乳突鯰，為輻鰭魚綱鯰形目毛鼻鯰科血色乳突鯰屬的其中一種。分布於南美洲亞馬遜河與奧里諾科河流域，本魚棲息在河底，體長可達6.6公分。